# (63748) 2001 QH263
2001 كيو إتش 263 (ويعرف أيضًا باسم (63748) 2001 كيو إتش 263 وفق تسمية الكوكب الصغير) (بالإنجليزية: 2001 QH263)‏ هو كويكب ضمن حزام الكويكبات؛ وترتيبه 63748 من حيث الاكتشاف.
اكتُشف هذا الجُرم الفلكي بواسطة William Kwong Yu Yeung ‏ في 25 أغسطس 2001.

## وصلات خارجية
- (63748) 2001 QH263 في قاعدة بيانات مختبر الدفع النفاث لأجرام النظام الشمسي الصغيرة

- الاكتشاف · مخطط المدار ·  العناصر المدارية · المعلمات المادية

- (63748) 2001 QH263 على موقع ويكي سكاي: DSS2, SDSS, GALEX, IRAS, Hydrogen α, X-Ray, Astrophoto, Sky Map, Articles and images